# IPod Nano
iPod Nano byl člen rodiny přehrávačů iPod od firmy Apple Inc. Vyznačoval kompaktními rozměry, přítomností displeje (na rozdíl od kompaktního modelu iPod Shuffle) a použitím Flash paměti. Od první generace používal jako ovládací prvek ikonický Click Wheel, který byl ovšem v 6. a 7. generaci nahrazen dotykovým displejem. První generace iPodu Nano byla představena 7. září 2005, výroba byla ukončena 27. července 2017 ukončena. Je nástupcem iPodu Mini.

## První generace

iPod Nano 1. generace

7. září 2005 představil Apple první iPod Nano. Steve Jobs ukázal na malou kapsu v džínách s otázkou, zda publikum ví, na co tato kapsa slouží.
Reklamní materiály zdůrazňovaly kompaktní rozměry zařízení: 40 milimetrů široký, 90 milimetrů vysoký, 6,9 milimetru tlustý a vážící pouhých 42 gramů. Uváděná životnost baterie při poslechu byla až 14 hodin.
Provedení bylo podobné jako u tehdejší verze iPodu Classic, plastový přední panel a záda z leštěné nerezové oceli.
iPod byl vybaven barevným, 1,5" (38 milimetrů) velkým displejem s rozlišením 176x132 pixelů a 16-bitovou barevnou hloubkou (65 536 barev).
První generace byla dostupná ve dvou barvách, černé a bílé a vyráběla se ve třech kapacitách flash paměti s kapacitou 1 GB, 2 GB a 4 GB. Verze s 1GB paměti byla uvedena později, 7. února 2006. Pro připojení k PC používala tehdy standardní 30-pinový konektor.
Používal operační systém ve verzi 1.3.1 a bylo ho možné připojit k osobnímu počítači s Mac OS X od verze 10.3.4 nebo s Windows 2000, kde nemusel být nainstalován software iTunes, který byl požadován od druhé generace.
11. listopadu 2011 ohlásil Apple svolávací akci tohoto modelu kvůli problémům s přehříváním baterie.

## Druhá generace

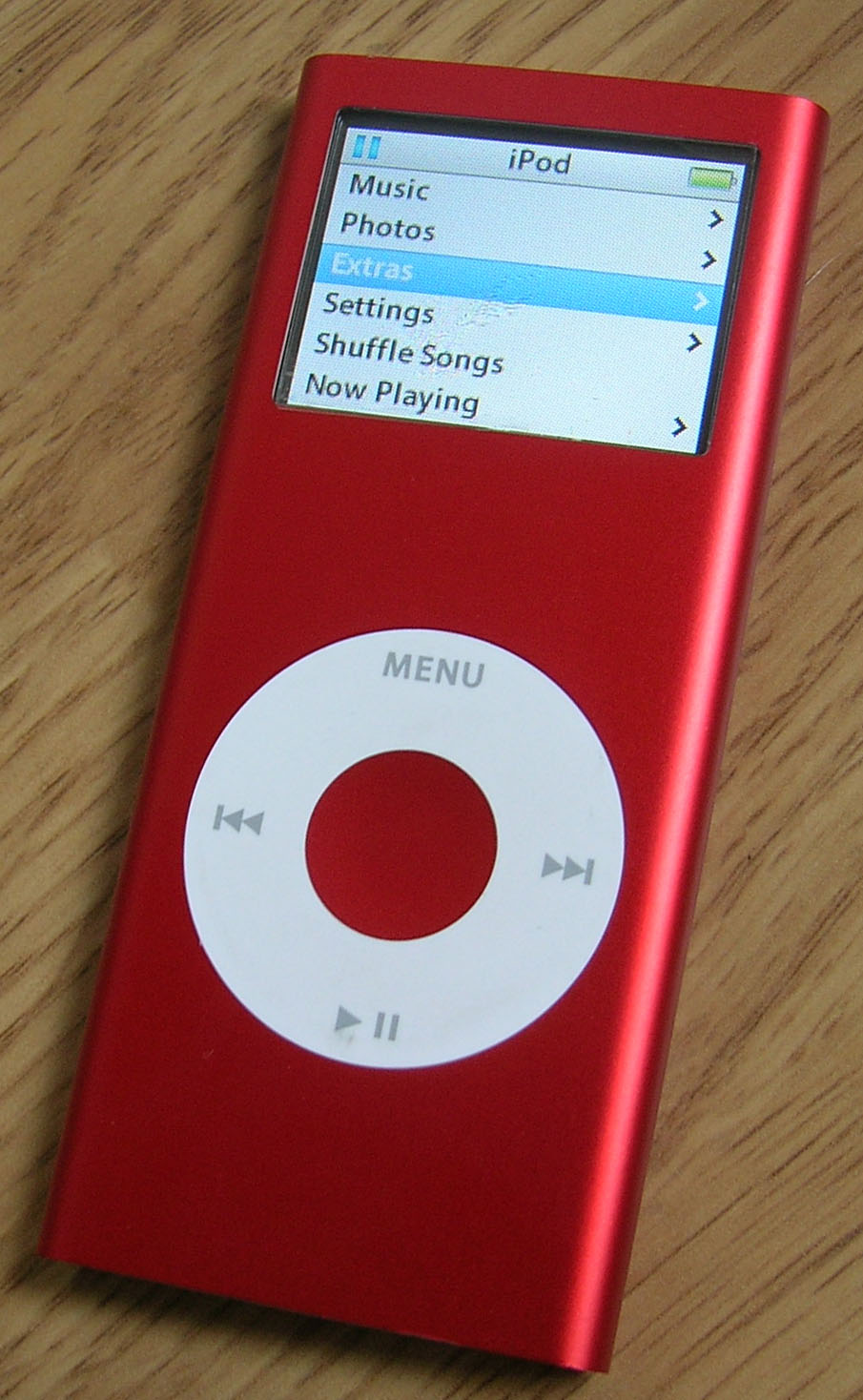
iPod Nano 2. generace

2. generace iPodu Nano byla uvedena 25. září 2006.
Designově se jednalo o malý návrat k iPodu Mini. Tělo 2. generace bylo vyrobeno z anodizovaného hliníku odolného proti poškrábání a dostupné v šesti různých barvách, identických jako u modelu Mini.
Rozměrově byla druhá generace srovnatelná s tou první, pouze s drobným rozdílem v tloušťce ve prospěch druhé generace.
Mezi další změny patřilo použití „živějšího“, o 40 % jasnějšího displeje, byť stále pouze 1,5" úhlopříčky, změna dostupných kapacit pamětí na 2 GB, 4 GB a 8 GB, vylepšená výdrž baterie (udáváno až 24 hodin) spolu s drobnými změnami v software, z nichž nejzajímavější bylo přidání možnosti vyhledávání a přehrávání písniček bez mezer (gapless playback).
2 GB varianta byla dostupná pouze ve stříbrné barvě. 4 GB byla původně dostupná v zelené, modré, stříbrné nebo růžové, 8 GB varianta byla ze začátku dostupná pouze v černém provedení. Apple uvádí, že balení druhé generace iPodu Nano bylo „o 32% lehčí a 52% méně objemné oproti první generaci“, čímž se snížily náklady na logistiku a dopad na životní prostředí.
13. října 2006 ohlásil Apple novou speciální edici iPodu Nano: Product Red, s červeným provedením a 4 GB kapacitou. Z každého prodaného iPodu ve Spojených státech daroval Apple $10 iniciative Product Red a to i přes zachování původní ceny.
3. listopadu 2006 Apple ohlásil červený 8 GB model kvůli „nečekané poptávce zákazníků“, opět při zachování ceny původního černého 8 GB provedení.
Pro připojení k PC byl vyžadován software iTunes, připojení využívalo standardního 30-pinového kontektoru.

## Třetí generace

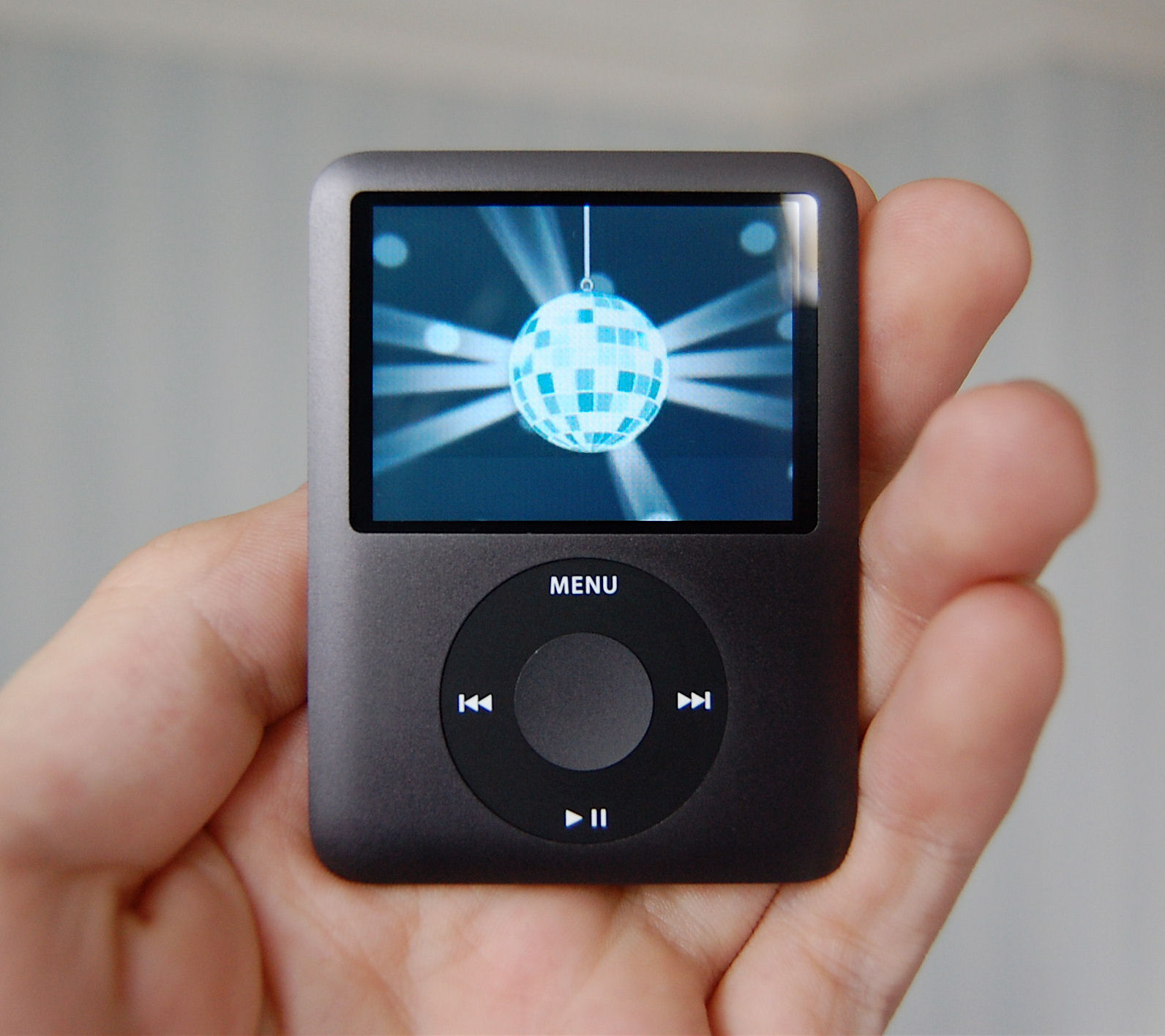
iPod Nano 3. generace

Další update iPodu Nano ohlásil Apple 5. září 2007.
Třetí generace se představila s novým 2" (51mm) QVGA (320 x 240 pixelů) displejem a kratším, širším (52 mm široký, 70 mm vysoký, 6,6 mm tlustý) provedením v nových barvách.
Z nových funkcí přinesla třetí generace Cover Flow, přepracované uživatelské rozhraní, schopnost přehrávat video a podporu pro nové iPod hry
Nano třetí generace bylo představeno ve 4 GB variantě dostupné ve stříbrném provedení a v 8 GB variantě ve stříbrném, tykysovém, mentolově zeleném, černém a Product Red provedení. Výdrž baterie byla udávána jako 24 hodin při poslechu hudby a až 5 hodin při sledování videa. 22. ledna 2008 Apple vydal novou růžovou verzi 8 GB varianty.
Designově se jednalo o kombinaci předchozích dvou generací. Třetí generace měla přední panel z anodizovaného hliníku a záda z leštěné nerezové oceli. Nový design také dostal hold přepínač, kdy se použilo provedení podobné vypínači na iPodu Shuffle a byl přesunut na spodní stranu zařízení. Nový 2" displej měl v době uvedení nejvyšší hustotu pixelů (204 PPI) ze všech tehdy vyráběných Apple zařízení a stejné PPI jako 2,5" (64mm) displej iPodu Classic.
6. října 2007 vydal Apple update firmware (1.0.2) dostupný přes iTunes, který měl vylepšit Cover Flow a zrychlit navigaci v menu. Stejný update byl vydán i pro iPod Classic. 28. listopadu 2007 byl vydán další update (1.0.3), který obsahoval řadu oprav. 15. ledna 2008 vyšla verze 1.1, která přidala podporu pro půjčování filmů, textů u písniček a také další opravy. Další opravné verze firmware vyšly v květnu 2008 (1.1.2) a v červnu 2008 (1.1.3).

## Čtvrtá generace

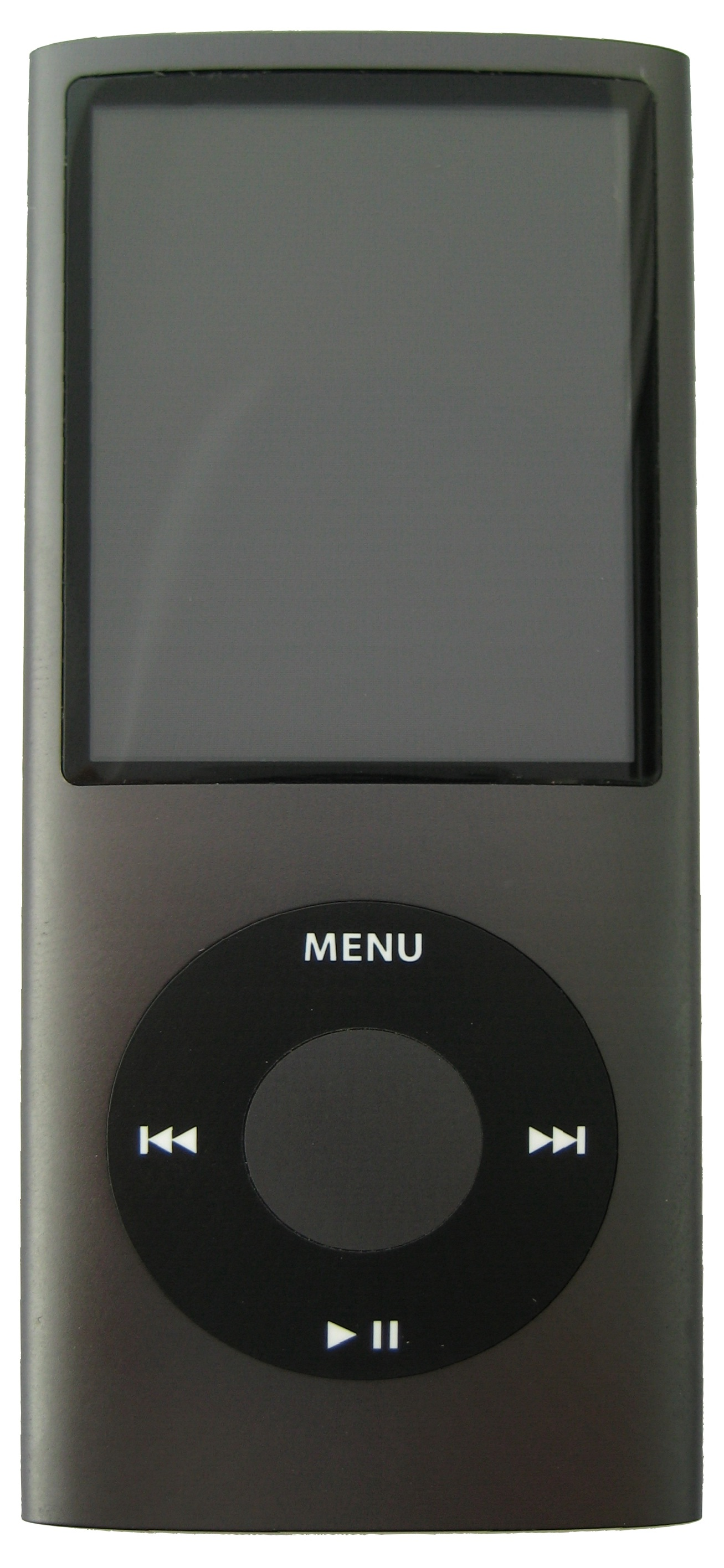
iPod Nano 4. generace

Čtvrtá generace iPodu Nano byla ohlášena 9. září 2008 na akci Apple Let's Rock.
Vrátila se k vyššímu provedení prvních dvou generací, ale zachovala si 2" displej z třetí generace, pouze otočený na výšku. Jednalo se o dosud nejtenčí z iPodů Nano: 90,7 mm vysoký, 38,7 mm široký, 6,2 mm tlustý a vážící pouhých 36,8 gramu. Tělo bylo vyrobeno z hliníku, krytí displeje ze skla. Baterie měla podobnou výdrž jako u předchozího modelu: až 24 hodin při přehrávání hudby, ale pouze 4 hodiny při přehrávání videa.
Šest předchozích barev bylo nahrazeno stříbrnou, černou, fialovou, světle modrou, zelenou, žlutou, oranžovou, červenou a růžovou, celkem tedy devět barevných provedení, nicméně Product Red byla dostupná pouze při objednávce skrze Apple. Nové barvy byly v reklamních materiálech uváděny jako "Nano-chromatické".
Novinkou ve výbavě byl akcelerometr, který umožňoval rotaci displeje na šířku, např. pro využití Cover Flow při přehrávání hudby. Také přidal novou funkci zamíchání hudby zatřesením iPodem. Videa bylo možné přehrávat pouze při otočení na šířku.
Uživatelské rozhraní bylo také přepracováno, jeho vzhled byl více stylizován, aby ladil s novým hardwarem. Přibyla nová funkce diktafonu při připojení kompatibilního mikrofonu. Představena byla také funkce "Genius" seznamů, která byla schopná generovat seznamy hudby na základě zrovna hrající skladby pomocí proprietárních algoritmů Applu.
Čtvrtá generace iPodu Nano byla také vychvalována jako "iPod nejvíce šetrný k přírodnímu prostředí". Bylo použito sklo bez arsenu, další prvky byly vyrobeno bez použití bromovaných zpomalovačů hoření, rtuti a PVC. Apple také uváděl, že iPod je vysoce recyklovatelný.
Tento model byl dostupný v 8 GB a 16 GB provedení, i když se objevily zvěsti o neohlášené 4 GB variantě na některých evropských trzích.
iPod Quiz (jedna z her dodávaných s iPodem) byla nahrazena hrou Maze, která využívala zabudovaný akcelerometr.
Čtvrtá generace také přestala podporovat nabíjení přes FireWire, které bylo možné u předchozích modelů, zůstala pouze podpora USB.

## Pátá generace

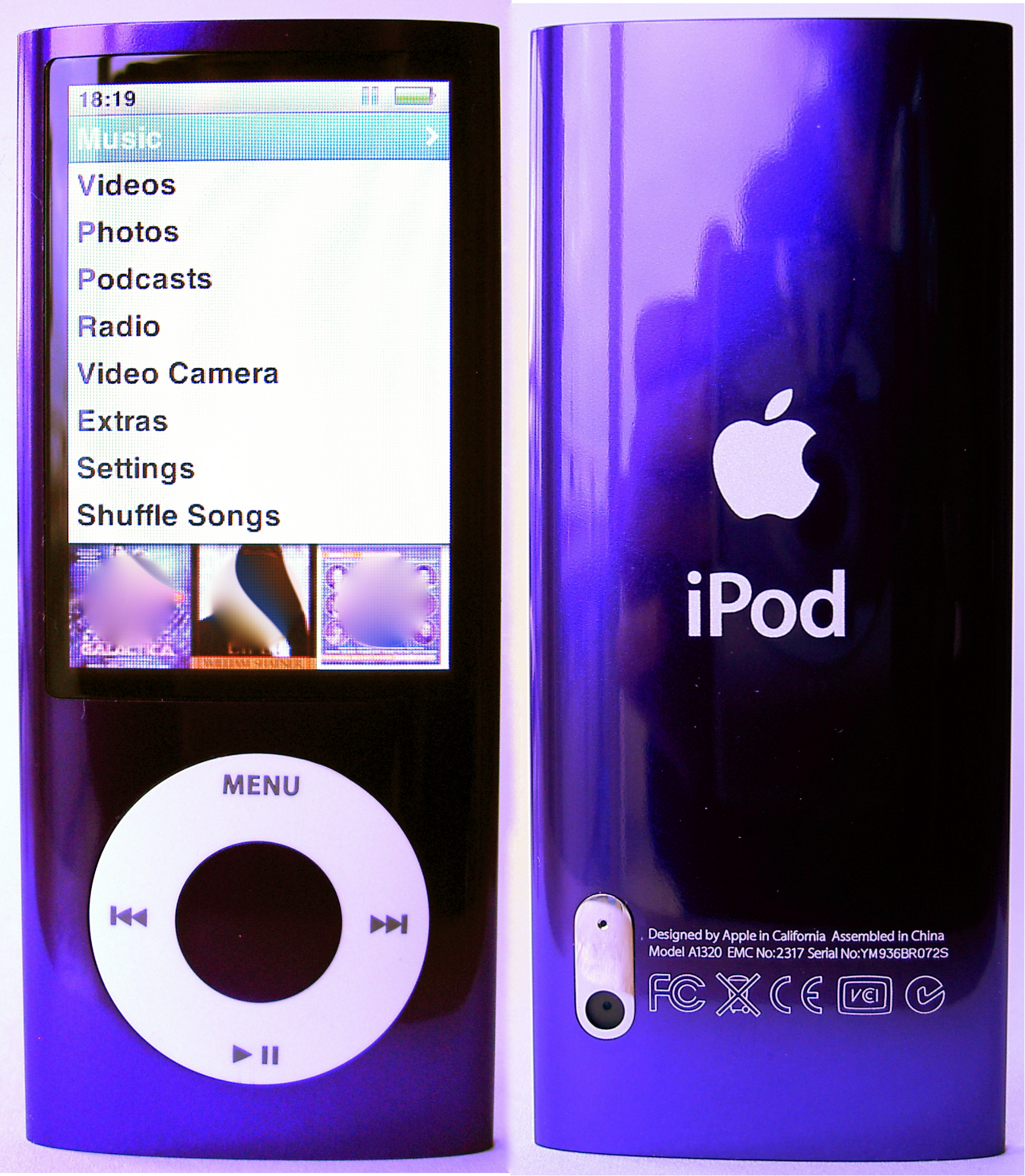
iPod Nano 5. generace

Na Apple konferenci 9. září 2009 byla představena další, 5. generace iPodu Nano spolu s oznámením o snížení cen větších modelů.
5. generace si zachovala kompaktní rozměry té předchozí, ale nabídla větší 2,22" (56,3 mm) displej, zabudovanou kameru schopnou nahrávat video (fotografie pořizovat nelze), mikrofom, FM přijímač s podporou RDS a regiony rádia pro Ameriku, Asii, Austrálii, Evropu a Japonsko.
Krom podpory prohlížení fotek a videí také obsahuje zabudovaný krokoměr, malý reproduktor a podporu pro Nike+iPod. Na těle byla prohozena pozice napájecího konektoru a sluchátkového 3,5 mm jacku oproti 4. generaci, ztratila se tak kompatibilita s určitými doky a podobnými zařízeními.
Tato generace byla opět dostupná v 8 GB a 16 GB provedení, s devíti dostupnými barvami: stříbrná, červná, fialová, modrá, žlutá, oranžová, Product Red, zelená a růžová. Všechna provedení mají lesklejší povrchovou úpravu než u předchozí generace. Stejně jako v minulosti, Product Red byl dostupný pouze při koupi skrze Apple.
Výroba 5. generace byla ukončena 1. září 2010.

## Šestá generace

iPod Nano 6. generace

Ve stejný den jako byla ukončena 5. generace byla na tiskové konferenci představena 6. generace iPodu Nano. Tato generace přinesla dosud největší změny v koncepci a provedení v historii iPodu Nano.
Největší změnou byly rozměry. 6. generace byla extrémně kompaktní s výškou 37,5 mm, šířkou 41 mm a tloušťkou 8,78 mm (včetně klipu). Váha byla muších 21.1 g.
Další masivní změnou byla koncepce ovládání. Díky stoupající popularitě dotykového ovládání bylo upuštěno od tradičního Click Wheelu ve prospěch malého kapacitního dotykového displeje. Malý 1,55" (39,3 mm) displej s rozlišením 240x240 pixelů a podporou multi-touch vévodil čelní straně zařízení.
Na zadní straně byl dostupný klip pro připnutí na oblečení, podobně jako u iPodu Shuffle. Na spodní straně zůstává 30-pinový dock konektor a 3,5 mm jack pro sluchátka. Baterie měla udávanou výdrž 24 hodin při přehrávání hudby.
iPod Nano v 6. generaci přišlo o celou řadu funkcí – schopnost přehrávat video, videokamera, zabudovaný reproduktor a mikrofon (při připojení externího mikrofonu ale lze použít funkci diktafonu), stejně tak hry nebo Cover Flow. Video lze do iPodu synchronizovat, při přehrávání ale hraje pouze zvuková stopa s jedním snímkem videa. Nano si ale zachovalo podporu pro FM rádio a Nike+iPod. iPod měl také nové funkce pro přístupnost, např. kontrastní zobrazení.
Software byl graficky inspirován iOS verze 4, nicméně se nejedná o iOS zařízení.
6. generace se prodávala ve stejných 8 GB a 16 GB provedeních ale pouze v 7 barvách: stříbrné, grafitové (tmavě šedé), modré, zelené, oranžové, růžové a Product Red (opět dostupné pouze skrze Apple).
28. února 2011 byla vydána verze 1.1 firmwaru pro nové Nano. Tato aktualizace přidala nové možnosti ovládání jako např. změnu písničky nebo pauzu dvojklikem na vypínacím tlačítku, také přidala možnost iPod vypnout jeho podržením. Bylo také vylepšeno uživatelské rozhraní. Další aktualizace, verze 1.2 byla odhalena 4. října 2011 na události "Let's Talk iPhone". Tato aktualizace umožnila změnu velikosti ikon pro zlepšení ovládání, vylepšila fitness aplikaci, a přidala 16 nových ciferníků pro aplikaci hodiny, které mimo jiné obsahují ciferník inspirovaný digitrony nebo ciferníky licencované společností Disney, například Mickey Mouse nebo Kermit the Frog. Byly přidány i nové tapety.
Díky kompaktním rozměrům, klipu a možnosti zobrazit ciferník hodin na celém displeji začaly některé společnosti vyrábět hodinkové řemínky pro Nano 6. generace, které umožňovaly jej používat jako hodinky. Dá se tak říct, že se jedná o jistého duchovního předchůdce Apple Watch.

## Sedmá generace

iPod Nano 7. generace

Apple ohlásil 7. a zároveň poslední generaci iPodu Nano 12. září 2012.
Provedení se designově přiblížilo iPodu Touch, s jedním hlavním tlačítkem umístěným pod novým, 2,5" (63,5 mm) kapacitním dotykovým displejem s rozlišením 432x240 pixelů s 202 PPI a podporou multi-touch. Jednalo se o "nejtenčí iPod všech dob" s tloušťkou pouhých 5,4 mm. 
Došlo také ke změnám konektivity – 7. generace opustila 30-pinový dock konektor a nahradila ho modernějším Lightning konektorem. Přibyla také podpora Bluetooth 4.0 pro použití bezdrátových sluchátek a reproduktorů, případně dalších zařízení jako fitness trackery.
Systém se dočkal návratu funkcí jako je přehrávání videa, prohlížení obrázků, zachována zůstala také podpora pro Nike+iPod nebo FM rádio při připojení kabelových sluchátek.
Uživatelské rozhraní je volně inspirováno iOS, nejedná se ale o iOS zařízení.
K dispozici bylo pouze jedno provedení s 16 GB paměti v sedmi různých barvách: stříbrné, černé, fialové, zelené, modré, žluté a Product Red. 15. července 2015 došlo k revitalizaci řady a redukci dostupných barev na šest: vesmírně šedá, stříbrná, zlatá, růžová, modrá a Product Red.
iPod Nano 7. generace bylo nejtenčí zařízení z produkce společnosti Apple až do roku 2024, kdy jej předstihl iPad Pro.
27. července 2017 Apple oznámil ukončení výroby iPodu Nano spolu s iPodem Shuffle. Poslední produkčním iPodem tak zůstal iPod Touch až do ukončení jeho výroby 10. května 2022.

## Podporované formáty
Ztrátové formáty:
- AAC (8 až 320 kbit/s)
  - Protected AAC (z iTunes Store)
- MP3 (8 až 320 kbit/s, včetně variabilního datového toku)
- Audible (formáty 2, 3 a 4)

Bezeztrátové formáty:
- Apple lossless
- AIFF
- WAV

Ostatní:
- MP4